# Іклод (комуна)
Іклод (рум. Iclod) — комуна у повіті Клуж в Румунії. До складу комуни входять такі села (дані про населення за 2002 рік):
- Іклод (1844 особи)
- Іклозел (200 осіб)
- Лівада (1002 особи)
- Орман (659 осіб)
- Фундетура (715 осіб)

Комуна розташована на відстані 334 км на північний захід від Бухареста, 27 км на північний схід від Клуж-Напоки.

## Населення
За даними перепису населення 2002 року у комуні проживали 4420 осіб.
Національний склад населення комуни:
| Національність | Кількість осіб | Відсоток |
| -------------- | -------------- | -------- |
| румуни         | 4204           | 95,1%    |
| угорці         | 113            | 2,6%     |
| цигани         | 100            | 2,3%     |
| українці       | 1              | < 0,1%   |
| німці          | 1              | < 0,1%   |
| чехи           | 1              | < 0,1%   |

Рідною мовою назвали:
| Мова      | Кількість осіб | Відсоток |
| --------- | -------------- | -------- |
| румунська | 4284           | 96,9%    |
| угорська  | 98             | 2,2%     |
| циганська | 38             | 0,9%     |

Склад населення комуни за віросповіданням:
| Релігія            | Кількість осіб | Відсоток |
| ------------------ | -------------- | -------- |
| православні        | 3756           | 85,0%    |
| греко-католики     | 243            | 5,5%     |
| п'ятдесятники      | 236            | 5,3%     |
| реформати          | 109            | 2,5%     |
| баптисти           | 62             | 1,4%     |
| римо-католики      | 6              | 0,1%     |
| не вказали релігію | 4              | 0,1%     |